# Peridontopyge galicheti
Peridontopyge galicheti är en mångfotingart som beskrevs av Demange 1957. Peridontopyge galicheti ingår i släktet Peridontopyge och familjen Odontopygidae. Inga underarter finns listade i Catalogue of Life.